# 石原一子
石原 一子（いしはら いちこ、1924年（大正13年）10月22日 - 2024年（令和6年）12月1日）は、日本の実業家。元髙島屋常務取締役。東証一部上場企業初の女性重役であり、経済同友会初の女性会員でもあった。

## 来歴・人物
旧満州大連市生まれ。父は南満州鉄道勤務。1952年、東京商科大学（現一橋大学）卒業。大学では山田雄三教授のゼミナールに所属し、教授の紹介で東京銀行（現東京三菱銀行）へ就職するつもりだったが、紹介先の取締役が急逝し、当時は珍しかった男女同一賃金制度を採る髙島屋に入社。
1954年にゼミナールの先輩である石原英雄（のちに朝日新聞西部本社代表取締役社長）と結婚し、2人の子供を育てながら仕事を続け、婦人服第2部課長等を経て、1979年に取締役に選任され広報室長に就任。従来、男性がついてきたポストに、女性が就くことには抵抗があったため、新設の広報室長を委嘱された。
1981年のダイエーと髙島屋の業務提携の際には、ダイエーが髙島屋株を取得したとの情報をいちはやく入手し、同年、常務取締役に昇格した。後に同社で女性初の代表取締役となった肥塚見春（Dear Mayuko社長）が夫の転勤で退社したとき、再雇用制度を創設。2年後、肥塚は制度適用第1号として再雇用されて復帰した。
55歳から毎朝1時間半英会話の勉強を始め、1986年ハーバード大学ハーバード・ビジネス・スクールAMP修了。同年奥谷禮子らとともに女性初の経済同友会会員となる。
1986年に夫と死別。飯田新一社長から疎まれ経営の本流から外れ、1987年退社。その際には、「女としては異例の常務にしていただいた」と述べ、感謝の意を表した。退社後は、香港の婦人服専門店トピーインターナショナルの日本法人トピージャパンの副社長や、 ギャップ・ジャパンの特別顧問等を務めた。また財団法人東京女子大学後援財団理事長、財団法人日本女性学習財団評議員、独立行政法人農業環境技術研究所顧問、経済同友クラブ理事等も歴任。このほか、国立市に住む市民活動家として、東京海上跡地から大学通りの環境を考える会代表を担い、国立マンション訴訟に関わった。
清水一行著『女重役』のモデル。
1980年エイボン女性年度賞女性大賞、1985年日本貿易振興会輸入促進事業協力貢献者・企業に対する感謝状、1987年日本能率協会マーケティング功労賞、2005年経済産業大臣賞を受賞。
2024年12月1日に虚血性心不全のため死去した。100歳没。

## 略歴
- 1942年 哈爾浜高等女学校卒。
- 1945年 東京女子大学卒業。
- 1952年 東京商科大学卒業後、髙島屋入社。
- 1979年 髙島屋取締役広報室長。
- 1981年 髙島屋常務取締役。
- 1986年 ハーバード大学ハーバード・ビジネス・スクールAMP修了。
- 1987年 髙島屋退社、東邦生命保険顧問。
- 1988年 一橋大学非常勤講師。
- 1989年 住友ゴム工業顧問。
- 1992年 日本サラ・リー特別顧問、総理府国民生活安定審議会委員。
- 1995年 トピージャパン副社長。
- 1996年 ギャップ・ジャパン特別顧問。

## 著書
- 『売場のヒット商品学』ビジネス社、1978年3月。
- 『女は人材』三笠書房、1984年1月。ISBN 978-4837912101。
  - 『女は人材』三笠書房（知的生きかた文庫）、1987年9月。ISBN 978-4837901853。
- 『流れのままに』熊本日日新聞情報文化センター、1997年8月。
- 『景観にかける 国立マンション訴訟を闘って』新評論、2007年10月。ISBN 978-4794807502。

## 関連書籍
- 石井妙子『日本の天井　時代を変えた「第一号」の女たち』2019年6月。ISBN：978404105930 　 "女性初の一部上場企業役員となった、高島屋取締役の石原一子"
- 清水一行『女重役』光文社〈カッパ・ノベルス〉、1985年5月。ISBN 978-4334025991。
  - 清水一行『女重役』光文社文庫、1988年3月。ISBN 978-4334707088。

本編の主題ともいうべき、作中の大きな骨格をなしているテーマは、1981年初め、ダイエーが髙島屋に提携を迫った際の実話が取り上げられていることである。ダイエーはダイドーの名称で、髙島屋は第一屋百貨店の名称で描写されているが、実際に発生した事件だけに、それを取り入れた小説という興味が本編にはある。本編の主人公として活躍する明石市子という人物のモデルは、実在の人物ということであるだけに、彼女が髙島屋騒動のとき、どのような動きを示したかということについて、作者清水氏の取材陣は大いに活動したであろうことは、本編を読んでみてもよく理解できる。